# Steve Lekoelea
Steve Motsiri-Lekoelea (né le 5 février 1979 à Sebokeng dans le Gauteng en Afrique du Sud) est un joueur de football international sud-africain, qui évoluait au poste de milieu de terrain.

## Biographie
Surnommé Chippa, Steve Lekoelea commence sa carrière pour le Moroka Swallows à l'âge de 15 ans et 257 jours en 1994, et inscrit le premier but de sa carrière à 16 ans et 7 jours contre le Bush Bucks, devenant le plus jeune joueur de l'histoire à inscrire un but dans le championnat d'Afrique du Sud.